# Perilampus crawfordi
Perilampus crawfordi är en stekelart som beskrevs av Smulyan 1936. Perilampus crawfordi ingår i släktet Perilampus och familjen gropglanssteklar. Inga underarter finns listade i Catalogue of Life.